# کتابخانه دانشگاه زامبیا
کتابخانه دانشگاه زامبیا (انگلیسی: University of Zambia Library) کتابخانه دانشگاهی دانشگاه زامبیا در شهر لوساکا، زامبیا است. این کتابخانه شامل سه کتابخانه تخصصی: کتابخانه اصلی دانشگاه زامبیا، کتابخانه دانشکدهٔ دامپزشکی و کتابخانه پزشکی است. کتابخانه اصلی به عنوان کتابخانه مرجع همگانی تعیین شده است و به همین علت، استفاده عموم از آن آزاد است.